# Karl Heinrich Spitzer
Karl Heinrich Spitzer (25. srpna 1830 Bzenec – 13. března 1848 Herrengasse, Vídeň) byl moravsko-rakouský student židovského původu, posluchač polytechniky Vídeňské univerzity, jedna z prvních a asi nejvíce připomínaná oběť ozbrojených střetů během revolučních událostí v Rakouském císařství roku 1848.

## Život

### Mládí a studia
Narodil se v Bzenci nedaleko Hodonína na jižní Moravě do židovské rodiny Leopolda Spitzera (někdy nesprávně Izáka). Jeho otec zastával dobře situovanou funkci účetního v Brně a v Bzenci byl majitelem domu. Matka zemřela, když byl Karlovi jeden rok, při porodu dítěte, otec pak synovi věnoval značnou péči. V deseti letech byl poslán ke studiu gymnázia do Vídně, kde zdárně prospíval. Otcův dohled zde pak zastupoval jeho bratranec, Dr. Hermann Schlesinger, který zde působil jako praktický lékař.
Byl horlivým čtenářem, jak německé klasické a vědecké literatury, tak i cenzurované francouzské osvícence Roussea a Voltaira. Posléze pak prý nalézal zálibu v četbě všeho zakázaného. Přál si studovat filosofii v Berlíně, na přání svého otce však nastoupil jako posluchač polytechniky Vídeňské univerzity. Rovněž je připomínáno, že pomohl nebohé matce jednoho ze svých kolegů z chudé rodiny z Lerchenfeldu. V únoru 1848 ochořel vážným onemocněním nohou, které jej na několik týdnů upoutalo na lůžko.

### Březnové povstání roku 1848
S počátkem roku 1848 sílila v řadě evropských zemích potřeba garance řady občanských svobod, mj. prostřednictvím ústavy. Po předložení petice žádající mj. více občanských svobod dolnorakouskému zemskému sněmu Eduardem von Bauernfeldem a Alexanderem Bachem 9. března 1848 a následném vypuknutí nepokojů ve Vídni Spitzer Vídeň bez vědomí svého opatrovatele Schlesingera opustil. Odcestoval ze svého vídeňského bytu do Wiedenu, kde pronajal si pokoj v hostinci U hnědého jelena na Paniglgasse.
Odtud odcestoval do Vídně na demonstraci konanou 13. března před dolnorakouského zemského sněmu v ulici Herrengasse. Uvádí se, že ještě nebyl z ochoření nohou zcela uzdraven. Dopolední demonstrace byla velmi bouřlivá a emotivní, její součástí byly emotivní projevy řečníků, které začaly posléze burcovat dav proti povolanému praporu císařského vojska plukovníka Franka von Seewiese, které se na místo blížilo - volné shromáždění tehdy neneslo oporu v zákoně. Zuřivý dav, jehož byl Spitzer součástí, poté vtrhl do budovy sněmovny, kterou vyraboval a nábytkem vytloukl okna.

### Úmrtí
Proti davu ve sněmovně se pokusila zakročit jednotka v čele s kapitánem Karlem Czermakem. Když se přiblížila k budově, zasypali jej protestující kameny a kusy dřeva, což způsobilo zranění několika zasahujících vojáků, včetně samotného kapitána Czermaka. Z oken také zazněl výstřel z okna. Vojáci, kteří doposud k použití střelných zbraní toho dne nepřistoupili, pak dostali okolo 2 hodiny odpolední rozkaz k opětovnému zahájení střelby.
Karl Spitzer byl zasažen kulkou vypálenou již při první salvě směrem ku sněmovně, údajně před vstupem do budovy. Projektil jej zasáhl do levého oka, prošel hlavou a vyšel v oblasti pravého ucha, což způsobilo roztříštění lebky, byl na místě mrtev. Ve chvíli jeho smrti stál kousek za ním mladý dramatik Friedrich Hebbel, který právě vycházel z budovy a byl tak přímým svědkem Spitzerovy smrti a byl také značně potřísněn jeho krví. Před kulkou jej tak jistě zachránil.
Během první salvy zahynulo na místě celkem pět lidí. Nedlouho poté následovala druhá salva, která zvýšila celkový počet zabitých na nejméně 29 na místě, a 7 pak později v nemocnici. Celkový počet mrtvých a zraněných byla ale patrně daleko vyšší, podle patologa vídeňské nemocnice Dr. Adolfa Pichlera bylo při demonstracích 13. března 1848 v márnici nemocnice evidováno 60 zabitých a raněných přes 100 protestujících, včetně nejméně tří žen. Kromě Spitzera a humanitního studenta Karla Konicseka byli téměř všechny oběti z tovaryšských a řemeslnických vrstev. Po zahájení střelby dav sněmovnu opustil a rozprchl se.

### Po smrti
Spitzer byl téměř ihned po své tragické smrti vyzdvihován jako první a mladistvá oběť císařského násilí na vlastních občanech. K jeho mučedctví přispělo Spitzerovo mládí, společenské postavení, vzdělání a velmi pravděpodobně také tragický rozměr jeho smrtí - zásah střelou do obličeje jej značně zohavil. Zpráva o jeho smrti se rozšířila i do dalších míst protistátního odporu, včetně Prahy, kde v červnu toho roku proběhly tzv. Svatodušní bouře. Jeho otec po zprávě o jeho smrti údajně prohlásil, že ačkoliv ztráty syna těžce lituje, chápe smysl a dopad jeho oběti. Blízkost básníka Hebbela v moment Spitzerovy smrti a stopy krve na jeho šatstvu přispěly k rozšíření fámy v prvních dnech po masakru, že onou první obětí byl právě Friedrich Hebbel.
Slavnostní a hojně navštívený pohřeb Spitzera a dalších 22 obětí se konal 17. března 1848 ve Vídni, kdy byly jejich ostatky uloženy do společného hrobu na Schmelzer Friedhof. Spitzer byl spolu s ještě jedním zabitým mužem jediní dva Židé ze všech pohřbených. Nad Spitzerovou rakví promluvili např. rabín Mannheimer, evangelický superintendent Dr. Joseph Pauer, profesor Dr. Joseph Neumann, profesor Dr. Anton Füster či J. G. Scherze.